# Church and Wellesley
Church and Wellesley es el nombre que recibe un sector de la ciudad canadiense de Toronto (Ontario) orientado a la población LGBT de la ciudad. Aunque algunos establecimientos orientados para el público LGBT pueden encontrarse fuera de esta área, los límites generales de este barrio han sido definidos por el Gay Toronto Tourism Guild.

## Reseña
El barrio cuenta con un centro comunitario, parques, bares, restaurantes y tiendas que atienden a la comunidad LGBT (en particular a lo largo de la calle Church), pero también es una comunidad histórica con casas y apartamentos de estilo victoriano, que datan de finales de siglo XIX y principios de siglo XX.
En Church and Wellesley se organizan las celebraciones anuales de la Semana del Orgullo (del inglés: Pride Week), el mayor evento de su tipo en Canadá, con más de 90 carrozas y una multitud entusiasta que ronda los cientos de miles de personas.